# Delikatessen (Album)
Delikatessen ist das dritte offizielle Best-of-Album der deutschen Rockband Oomph!.

## Zusammensetzung
Dieses Album ist aus einigen Liedern von bereits erschienenen Alben zusammengestellt und besteht aus zwei CDs. Die Version mit zwei CDs ist aus Liedern von bisher erschienenen Alben von Oomph! erstellt und die zweite CD besteht hauptsächlich aus Bonustracks, die nicht auf anderen Alben zu finden sind. Außerdem gibt es eine zweite Version, die Delikatessen vs Rohstoff. Dieses Album beinhaltet die erste CD der Delikatessen, aber nicht die zweite Bonus-CD. Dafür gibt es als Bonus-CD die DVD Rohstoff, die auch einzeln zu kaufen ist.
Die Musikstile sind verschieden, da auf dem Album Lieder von allen Alben bis ins Jahr 1989 zu finden sind. Die Grundbausteine der CD bestehen aber aus Neuer Deutscher Härte und Alternative Rock. Auf der CD ist mindestens ein Lied von jedem bisher erschienenen Album vor 2007.

## Titelliste
| 1. Gekreuzigt 2006 – 3:34 2. Augen auf! – 3:21 3. Träumst du feat. Marta Jandová – 3:53 4. Fieber feat. Nina Hagen – 4:13 5. Supernova – 3:55 6. Brennende Liebe feat. L’Âme Immortelle – 3:46 7. Das Letzte Streichholz – 3:31 8. Das weiße Licht – 4:01 9. Gott ist ein Popstar – 3:53 10. Sex hat keine Macht (Single Version) – 3:40 11. The Power of Love – 3:58 12. Die Schlinge feat. Apocalyptica – 3:52 13. Unsere Rettung – 5:05 14. Ich bin du – 4:36 15. Der neue Gott – 4:38 16. Niemand – 4:18 17. Sex – 3:04 18. Wunschkind – 5:33 19. Ice-Coffin – 4:55 |  | 1. Weißt du wie viel Sterne stehen – 3:43 2. Zauberstab – 3:45 3. Die Hölle kann warten – 3:52 4. Polizisten – 3:09 5. The World Is Yours – 5:35 6. Der Präsident ist tot – 4:24 7. Kill Me Again – 3:20 8. Eiszeit – 3:43 9. Fragment – 2:41 10. Asshole – 4:47 11. Feiert das Kreuz (Pope Mix) – 5:16 12. U Said (Primary Mix) – 3:49 13. Fleisch – 3:36 14. A.L.I.V.E. – 4:08 15. Sex hat keine Macht (Transporterraum Remix) – 4:28 16. Gott ist ein Popstar (Silverstar Remix) – 3:24 17. Brennende Liebe feat. L’Âme Immortelle (Transporterraum Remix) – 4:12 18. Das Letzte Streichholz (SITD Remix) – 5:23 19. Augen auf! (Freizeichen vs. Oomph! Mix) – 4:34 |

### Inhalt
„Gekreuzigt 2006“ ist eine weitere Version der bereits 1998 erschienenen Lieder „Gekreuzigt“ und „Gekreuzigt Remix“. „Augen auf!“ war 2004 fünf Wochen lang auf Platz eins der deutschen Charts. Mit „Träumst du“ gewann Oomph! den Bundesvision Song Contest 2007, woraufhin aufgrund dessen auch das Lied noch als Single-Auskopplung veröffentlicht wurde. „The Power of Love“ ist ein Coversong von „Frankie Goes to Hollywood“. „Die Schlinge“ sollte eigentlich erst „Spiel mir das Lied vom Tod“ heißen, wie der gleichnamige Film, musste aber aus rechtlichen Gründen geändert werden.

## Rohstoff (DVD)
Rohstoff erschien 2007 und ist die erste DVD von Oomph! im Bildformat 16:9 und 4:3, dem Ländercode Region 0, einer Laufzeit von 267 Minuten und einer FSK-Freigabe ab 16 Jahren.

### Inhalt
| - Live-Konzert (Columbiahalle 2006, GlaubeLiebeTod-Tour) 1. Fragment 2. Träumst du 3. Unsere Rettung 4. Keine Luft mehr 5. Du willst es doch auch 6. Fieber 7. Wenn du weinst 8. Die Schlinge 9. Supernova 10. Sex hat keine Macht 11. Mitten ins Herz 12. Das letzte Streichholz 13. Dein Feuer 14. Das weiße Licht 15. Mein Schatz 16. Dein Weg 17. Gekreuzigt 18. Niemand 19. Augen auf! 20. Brennende Liebe 21. Gott ist ein Popstar 22. Menschsein 23. Burn Your Eyes | - Video-Clips 1. Träumst du feat. Marta Jandová 2. The Power of Love 3. Gekreuzigt 2006 4. Die Schlinge feat. Apocalyptica 5. Das letzte Streichholz 6. Gott ist ein Popstar 7. God Is a Popstar (englische Version von Gott ist ein Popstar) 8. Sex hat keine Macht 9. Brennende Liebe feat. L’Âme Immortelle 10. Augen auf! 11. Niemand 12. Supernova 13. Fieber feat. Nina Hagen 14. Das weiße Licht 15. Gekreuzigt | - Making-of 1. Träumst du 2. Gekreuzigt 2006 3. Die Schlinge 4. Das letzte Streichholz 5. Gott ist ein Popstar 6. Sex hat keine Macht 7. Brennende Liebe 8. Augen auf! 9. Supernova - Interviews |